# Ліпниця-Дольна (Малопольське воєводство)
Ліпниця-Дольна (пол. Lipnica Dolna) — село в Польщі, у гміні Ліпниця-Мурована Бохенського повіту Малопольського воєводства.
Населення — 1136 осіб (2011).
У 1975-1998 роках село належало до Тарновського воєводства.

## Демографія
Демографічна структура станом на 31 березня 2011 року:
|          | Загалом | Допрацездатний вік | Працездатний вік | Постпрацездатний вік |
| -------- | ------- | ------------------ | ---------------- | -------------------- |
| Чоловіки | 579     | 161                | 363              | 55                   |
| Жінки    | 557     | 120                | 333              | 104                  |
| Разом    | 1136    | 281                | 696              | 159                  |